# Грдово
Грдово је насељено мјесто у Босни и Херцеговини у општини Јајце које административно припада Федерацији Босне и Херцеговине. Према попису становништва из 2013. у насељу није било становника, а пре рата у БиХ Грдово је било етнички српско село.

## Демографија
| Националност | 2013. | 1991.        | 1981.        | 1971.        |
| Бошњаци      | —     | 0            | 0            | 0            |
| Хрвати       | —     | 0            | 0            | 0            |
| Срби         | —     | 185 (99,46%) | 169 (87,11%) | 225 (100,0%) |
| Југословени  | —     | 0            | 25 (12,89%)  | 0            |
| остали       | —     | 1 (0,53%)    | 0            | 0            |
| Укупно       | 0     | 186          | 194          | 225          |